# Николаос Андријакопулос
Николаос Андријакопулос (грч. Νικόλαος Ανδριακόπουλος; 1878. Патра, Грчка — ?) је био грчки гимнастичар који је учествовао на првим Олимпијским играма 1896. у Атини.
Такмичио се у пењању уз конопац. Он и његов земљак Томас Ксенакис су били једини од пет такмичара који су се попели до врха, на висину од 14 метара. Он се на ту висину попео за 23,4 секунде и освојио је златну медаљу. Ово је била прва златна медаља за Грчку, освојена на Олимпијским играма у гимнастици. На освајање друге чекало се пуних сто година, све до Олимпијских игара 1996. у Атланти, када је златну медању освојио Јоанис Мелисанидис.
Своју другу медаљу, овога пута сребрну освојио је као члан грчког гимнастичког тима у такмичењу на разбоју.